# AMC-4
AMC-4 (ehemals GE-4) ist ein kommerzieller Kommunikationssatellit des niederländischen Satellitenbetreibers SES S.A.

## Geschichte
Der Satellit wurde ursprünglich als GE-4 für den US-amerikanischen Satellitenbetreiber GE Americom gebaut. Der Start erfolgte am 13. November 1999 auf einer Ariane-4-Trägerrakete vom Raumfahrtzentrum Guayana in einen Geotransferorbit. GE-4 wurde bei seiner geostationären Position auf 101° West in Betrieb genommen.
Im Jahr 2001 wurde GE Americom an SES verkauft und hieß von dort an SES Americom. Der Satellit wurde in AMC-4 umbenannt. Ab 2009 wurde der Satellit dann von SES World Skies betrieben.
AMC-4 wurde im Juni 2010 von seinem Nachfolger SES-1 abgelöst und nach 135° West verschoben, wo er aktuell als Backup-Satellit stationiert ist.

## Technische Daten
Lockheed Martin baute GE-4 auf Basis ihres Satellitenbusses der A2100-Serie. Der Satellit ist mit 24 C- und 28 Ku-Band-Transpondern ausgerüstet. Er ist dreiachsenstabilisiert und wog beim Start ca. 3,9 Tonnen. Außerdem wird er durch zwei große Solarmodule und Batterien mit Strom versorgt und besaß eine geplante Lebensdauer von 15 Jahren, welche er bereits übertroffen hat.